# 銀シャリの5upベイベー
『銀シャリの5upベイベー』（ぎんシャリのファイブアップベイベー）は、GAORAで放送された自社制作のバラエティ番組である。2009年4月8日放送開始。2012年3月4日放送終了。
番組名の「ベイベー」は銀シャリにちなんだ「米米」に由来する。
『銀シャリのbaseベイベー』（ぎんシャリのベースベイベー）のタイトルで番組がスタートしたが、2010年末のbaseよしもとの閉鎖に伴い、ヨシモト∞ホール大阪で収録を行った『銀シャリの無限大ベイベー』（ぎんシャリのむげんだいベイベー）として2回放送。その後5upよしもとに移転後は現在の番組タイトルとなっていた。

## 概要
- baseよしもと→5upよしもと所属の銀シャリをメインとし、毎回baseよしもと→5upよしもと所属の若手芸人とbaseよしもと→ヨシモト∞ホール大阪→5upよしもとから送る番組であった。
- オープニングは毎回劇場内の様々な場所で収録（“銀シャリジャー”と呼ばれる炊飯器の中にトークテーマが入っていて、それに沿ったトークを銀シャリの2人で展開していた）。
- エンディングは「しゃもくじ」と呼ばれるクジで選ばれた人が、最後に一言で締めくくっていた。

## 出演者
- 銀シャリ （橋本直・鰻和弘）
- baseよしもと→5upよしもと所属芸人

## 番組内容
- baseよしもと→5upよしもと所属芸人によるネタ
- 企画コーナー
- ミニコーナー（銀シャリのみ登場）

## サブタイトル(放送日)
- 「ウィキペディアに書き込むぜベイベー」(2009年4月8日)
- 「リアクションクイズだベイベー」(2009年4月15日)
- 「鰻の5番勝負だベイベー」(2009年4月22日)
- 「紅白チェンジソングバトルだベイベー」(2009年5月6日)
- 「イザナウゼベイベー」(2009年5月13日)
- 「新米ベイベーエピソードクイズベイベー」(2009年5月20日)
- 「○○に聞きましたベイベー」(2009年6月3日)
- 「根性試しだベイベー」(2009年6月10日)
- 「運命の2択チョイスだベイベー」(2009年6月17日)
- 「ワンフレーズベイベー」(2009年7月1日)
- 「鰻が基準だベイベー」(2009年7月8日)
- 「お盆まで待てない！夏のホラーベイベー」(2009年7月15日)
- 「ウィキペディアに書き込むぜベイベー」(2009年7月22日)
- 「夏祭りベイベー」(2009年8月8日)
- 「夏満喫するぜベイベー」(2009年8月12日)
- 「落書きアートで遊ぶぜベイベー」(2009年9月2日)
- 「初めてのショートネタベイベー」(2009年9月9日)
- 「オリジナルゲームだベイベー」(2009年9月16日)

## スタッフ
- 構成 : 和田義浩、稲見周平、大海克人、石塚麻里亜、藤井直樹、森下知哉
- sw : 袖垣竜也（トラッシュ）
- CAM : 林謙一郎（トラッシュ）
- AUD : 梶巻久仁彦（トラッシュ）
- VE : 三本管彰（トラッシュ）
- EED : 橋爪真也（トラッシュ編集室）
- 照明 : 上村祥子
- 音響 :中村裕
- デザイン : 小笠原佳子
- 美術 : 速水仁
- 舞台監督 : 岸本健司
- 制作進行 : 奥久仁子、野口さつき
- 制作協力 : ゾフィープロダクツ、トラッシュ、アーチェリー、サウンドスパイス、ステージプランニング、すくらんぶる
- AD : 藤井智章、住野昌美、宮原啓仁
- FD : 青木優子
- ディレクター : 田上佳世
- プロデューサー : 坂本和正、亀井俊徳
- 制作著作 : GAORA、吉本興業

## 放送時間
- GAORA、およびGAORAが視聴可能なケーブルテレビ局にて視聴可能。放送時間は隔週日曜11:00 - 12:00（初回放送）、水曜16:00 - 17:00・土曜 27:00 - 28:00（リピート放送）。リピート放送もあるが、時間が変動しやすい。
- 2009年12月11日から、GAORAの関連会社の毎日放送でも『よしもとバラエティ』枠内で、遅れネットではあるが放送開始された。同枠内で既に放送されている『千鳥のぼっけぇTV!』と隔週交替で放送されていた、同枠は2012年3月をもって廃枠。